# The World Outside
| Оценки критиков  | Оценки критиков |
| Источник         | Оценка          |
| ---------------- | --------------- |
| Blabbermouth.net | [ 1 ]           |
| Sputnikmusic     | [ 2 ]           |
| AllMusic         | [ 3 ]           |

The World Outside — второй альбом группы Eyes Set to Kill, вышедший 2 июня 2009 года. 17 мая 2009 произошла утечка альбома в сеть. В композиции «Deadly Weapons» Крэйг Мэббитт является приглашённым вокалистом. Алексия Родригез заявила, что данный альбом «очень мрачный».

## Список композиций
| №                   | Название                                                          | Длительность |
| ------------------- | ----------------------------------------------------------------- | ------------ |
| 1.                  | «Heights»                                                         | 3:25         |
| 2.                  | «Hourglass»                                                       | 3:26         |
| 3.                  | «Deadly Weapons» (при участии Крэйга Мэббитта из Escape the Fate) | 3:35         |
| 4.                  | «Interlude»                                                       | 0:59         |
| 5.                  | «The World Outside»                                               | 3:46         |
| 6.                  | «March of the Dead»                                               | 4:19         |
| 7.                  | «Wake Me Up»                                                      | 4:07         |
| 8.                  | «The Hollow Pt. 1»                                                | 0:55         |
| 9.                  | «The Hollow»                                                      | 3:19         |
| 10.                 | «Risen»                                                           | 2:48         |
| 11.                 | «Her Eyes Hold the Apocalypse»                                    | 3:00         |
| 12.                 | «Come Home»                                                       | 4:15         |
| Общая длительность: | Общая длительность:                                               | 37:54        |

## Позиции в чартах
| Чарт (2009)        | Позиция |
| ------------------ | ------- |
| Top Heatseekers    | 9       |
| Independent Albums | 26      |

## Участники записи
- Алексия Родригез — чистый вокал, ритм-гитара, акустическая гитара, клавиши, пианино
- Брэндон Андерсон — скрим, клавиши, электроника, синтезатор, программирование
- Анисса Родригез — бас-гитара
- Грэг Кервин — соло-гитара
- Калеб Клифтон — барабаны, перкуссия, семплы